# Syphon Filter
Syphon Filter (en español Syphon Filter: Riesgo Biológico) es un videojuego perteneciente al género de acción y sigilo en tercera persona desarrollado por la empresa Eidetic y publicado por 989 Studios para PlayStation 1. Es el primer videojuego de la serie Syphon Filter, la trama se centra en los agentes especiales Gabriel "Gabe" Logan y Lian Xing, encargados por el gobierno de los Estados Unidos para detener a un terrorista internacional de Alemania.
El desarrollo de Syphon Filter comenzó con la intención de crear un nuevo híbrido de género "super-espía" que contuviera elementos de sigilo: acción y resolución de acertijos. El juego casi se canceló varias veces durante el desarrollo ya que Eidetic enfrentó muchas dificultades debido a la falta de inspiración de los demás y su inexperiencia en la creación de videojuegos. A pesar de los inconvenientes iniciales enfrentados, Syphon Filter tuvo una acogida positiva por parte de jugadores y medios especializados, debido a su ejecución innovadora y su trama.

## Jugabilidad
El videojuego se presenta en una perspectiva en tercera persona, y el jugador puede moverse libremente en un espacio tridimensional y rotar la cámara en cualquier dirección. La esquina superior izquierda de la interfaz de pantalla muestra el estado de la armadura de Logan, un "medidor de peligro" que se eleva a medida que el jugador ataca a los enemigos a través del combate y una barra de objetivo y precisión. Se muestra un radar en la esquina inferior izquierda de la pantalla que muestra la ubicación de varios objetos, incluyendo unidades amigas, enemigos, recogidas de armas u objetivos de la misión. El arma actual equipada siempre se muestra en la esquina inferior derecha, con el conteo de municiones. Dependiendo del arma utilizada, la cámara cambiará al modo de primera persona para ayudar a apuntar.
El núcleo de la jugabilidad se centra en las tácticas basadas en el sigilo, que requieren que uno silencie a los enemigos usando armas silenciadas u otros ataques letales. Sin embargo, la mayor parte del videojuego está orientado a la acción, lo que implica que Logan pase a través de niveles mientras dispara ruidosamente atrayendo a los enemigos sin consecuencias para la misión. El juego tiene lugar en una amplia variedad de lugares, incluidas las calles interiores estrechas de Washington D. C. a las llanuras abiertas de Kazajistán. En algunas misiones basadas en el sigilo, el juego incluirá varios acertijos. Algunas ubicaciones tienen poca luz ambiental, lo que obliga al jugador a usar su linterna a pesar de sus inconvenientes impuestos durante las misiones de sigilo.

## Argumento
En el año 1999, Gabriel Logan y su compañera Lian Xing investigan una serie de brotes biológicos desencadenados por el terrorista internacional Erich Rhoemer. Cuando su compañero agente Ellis pierde contacto durante una misión en Costa Rica, la agencia secreta envía a Gabe y a Lian a buscarlo. Descubren que Ellis está muerto, y la sospechada operación de drogas de Rhoemer es una tapadera para la operación viral. Otro brote en Nepal genera más preguntas cuando una persona infectada que debería haber muerto sobrevivió de algún modo.
Antes de que la Agencia pueda persiguiera a Rhoemer, este asalta Washington D. C., y amenaza con detonar bombas virales esparcidas por toda la ciudad. Gabe lucha contra varios terroristas, incluida Mara Aramov, mientras sigue el rastro de las bombas en las calles de la ciudad, el metro, el parque Washington y finalmente Freedom Memorial donde debe incinerar al experto en municiones Anton Girdeux para detener la amenaza final.
La investigación de Gabe lo lleva a una nueva dirección de PharCom, una corporación multinacional farmacéutica y de biotecnología dirigida por Jonathan Phagan. La plantación costarricense estaba cultivando compuestos PharCom, lo que significa que Phagan y Rhoemer estaban cooperando. En el Centro de Exposiciones PharCom, Gabe sigue secretamente a Phagan a una reunión con Aramov y Edward Benton, un aparente traidor de la Agencia que ayudó a Rhoemer durante el ataque de Washington D. C.
Después de que Gabe elimina a Benton, él salva a Phagan del asesinato solo para que él escape. Mara Aramov, ahora bajo custodia, había intentado localizar los laboratorios de virus de PharCom. Gabe debe dejar de lado la búsqueda de Phagan para destruir la base de Rhoemer en Kazajistán. Durante su asignación, Rhoemer aparentemente mata a Lian, pero el director de la Agencia Thomas Markinson rescata a Gabe.
Markinson le da a Gabe un informe sobre el virus llamado Syphon Filter, un arma biológica que se puede programar a nivel genético para dirigirse a grupos específicos de personas. Markinson ordena a Gabe que se infiltre en la fortaleza de Rhoemer en Ucrania para inyectar a los sujetos de prueba una vacuna y localizar a Phagan, que ahora es prisionero de Rhoemer. En las catacumbas, Phagan le dice a Gabe que Lian está viva, y se reúnen. Lian se ha infectado con el Syphon Filter y dice que no existe una cura universal.
Mara Aramov llega para dispararle a Phagan, y después ella convence a Gabe y a Lian de que vino a ayudarla. Los tres viajan a los almacenes de PharCom con la esperanza de evitar que Rhoemer lance un misil. Lian revela que el suero que Gabe inyectó en los sujetos de prueba era en realidad un químico letal, y Markinson los estaba matando. Valiéndose de la lucha entre los terroristas de Rhoemer y el personal de seguridad de Phagan para cubrir su infiltración, Gabe desciende a un silo y busca los códigos de detonación del misil.
Encuentra a Markinson, quien admite que la Agencia estuvo de hecho coludida todo el tiempo con Caja Negra, la organización de Rhoemer. Para llevar a cabo sus planes Rhoemer trabajó para Markinson, ya que este último quería el virus en posesión de la Agencia. Nunca autorizó el ataque con misiles, pero antes de que pueda detenerlo, Rhoemer mata a Markinson con un tiro en la cabeza. Gabe logra llegar al centro de control del misil a tiempo y destruirlo. Enfurecido, Rhoemer enfrenta a Gabe en una pelea final, pero es asesinado con una granada de gas.
Una vez completada su misión, Gabe y Lian llaman al Comando de Defensa Química y Biológica del Ejército de los EE. UU. (CBDC) para asegurar el área. No saben hasta qué punto Markinson estaba cooperando con Rhoemer y Phagan, pero Gabe cree que sin ellos nunca lo sabrán. En una escena posterior a los créditos, Aramov se acerca a un hombre misterioso dentro de la sede de la Agencia y le susurra algo al oído. Él la felicita mientras la cámara se retira para mostrar las cajas de PharCom en esa oficina.

### Niveles
Dentro del juego hay 20 niveles, con sus objetivos, parámetros y requisitos que varían según el lugar, detallados a continuación:
En Washington, D.C.,
- 1. Calle Georgia.[5]
- 2. El tren destruido.[6]
- 3. Vía Principal del tren.[7]
- 4. Parque Washington.
- 5. Monumento a la Libertad.

En Nueva York,
- 6. Recepción del Centro de Exposición.
- 7. Dinorama del Centro de Exposición.

En Rosovka, Kazajistán,
- 8. Base de Rhoemer.
- 9. Búnker de la Base.
- 10. Torre de la Base.
- 11. Escape de la Base.

En Ucrania,
- 12. Fortaleza de Rhoemer.
- 13. Primer nivel de la Fortaleza.
- 14. Catacumbas de la Fortaleza.

En Almaty, Kazajistán,
- 15. Bodegas de PHARCOM.
- 16. Guardias Élite de PHARCOM.
- 17. Bodega 76.
- 18. Túneles de acceso al Silo.
- 19. Apagón en el Túnel.
- 20. Silo del Misil.

## Desarrollo
```
"Syphon Filter pasó por algunos parches y estuvo a punto de ser cancelado varias veces."
```

```
John Garvin en una entrevista con 
PlayStation US
, octubre de 2012
[
8
]
```

Según el director creativo John Garvin, Syphon Filter fue originalmente concebido como "solo un nombre" por un productor de 989 Studios. Inicialmente, no hubo trama, personaje o juego de la sinopsis original de una página. Eidetic decidió configurar Syphon Filter como un nuevo híbrido de "acción sigilosa" que se centró en gran medida en armas, artilugios y sigilo. El diseñador principal del equipo se vio influenciado por el exitoso GoldenEye 007 de Rare para la consola Nintendo 64, e implementó las mecánicas del juego para tener una sensación similar para un nuevo género de "súper espías".
El equipo experimentó una inmensa dificultad para crear el juego, ya que Garvin notó que había "no pocos, juegos" de los cuales Eidetic podía inspirarse. La mayoría del equipo que desarrolló Syphon Filter tenía poca experiencia en hacer juegos de acción en tercera persona, ya que el único videojuego de Eidetic lanzado para una consola era Bubsy 3D, lanzado tres años antes para la PlayStation 1 y era famoso por ser duramente criticado como uno de los peores juegos de todos los tiempos. A pesar de las dificultades iniciales con el personal y la falta de experiencia, Eidetic produjo un prototipo que involucraba un segmento de disparo en un metro. Garvin admitió que el equipo "no sabía nada acerca de cómo hacer videojuegos de disparos realistas en un mundo de espías" ya que el juego estuvo a punto de ser cancelado varias veces durante el desarrollo porque el equipo no tenía fechas límite, modernizó la mecánica y cambió la historia. Durante el desarrollo, el equipo de trece reescribió varios borradores mientras el juego estaba siendo concebido. La trama original de Syphon Filter estaba pensada como un enfoque orientado a la ciencia ficción e involucraba a un grupo de científicos secuestrados a quienes una organización antagónica no especificada los obligaba a construir una máquina del tiempo. La historia cambió radicalmente cuando John Garvin fue contratado para ser director de arte, luego director creativo.

## Recepción
Syphon Filter recibió críticas "generalmente positivas", de acuerdo con la página de reseñas de videojuegos Metacritic. La revista Edge afirmó que, aunque el juego toma prestados elementos de GoldenEye 007 y Metal Gear Solid, y que "la ejecución podría haber sido mejor realizada, Eidetic [presentó] algunas ideas propias, y éstas contribuyen en gran medida a proporcionar al juego con su propia identidad". La mayoría de los críticos elogiaron la combinación de un juego híbrido de acción sigilosa. Doug Perry de IGN disfruto de la acción implementada basada en habilidades que consideraba "difícil de conseguir en un juego de PlayStation". Perry elogió los detalles del videojuego y los gráficos avanzados, pero criticó la baja resolución y señaló que la velocidad de fotogramas del juego "no era perfecta". A pesar de esto, notó que lo que Syphon Filter "abandona en frameado proporciona detalles de carácter y entorno".
Game Revolution igualmente elogió la atención al detalle, llamando a cada textura del juego "bien planificada y renderizada". Sin embargo, afirmaron que los gráficos no eran tan buenos como en Metal Gear Solid. También notaron que durante algunos puntos el juego "sufre de muchos errores poligonales típicos de la PlayStation", causando que algunas texturas se "deforman" cuando se ven desde un ángulo, aunque notaron que los fallos técnicos no eran comunes y no afectaban el juego de ninguna manera.
La jugabilidad y la inteligencia artificial fueron los aspectos más elogiados del juego. Game Revolution destacó que la jugabilidad era "muy superior a la media" y tenía un excelente valor de repetición, en contraste con juegos como Star Fox 64 una vez completado. Perry elogió la gran variedad de armas y artilugios del juego, y contó al menos con treinta armas y equipos diferentes para que los usara el jugador, con la ventaja adicional de armas secretas, lo que aumentó el valor del juego. Game Revolution agregó que la IA era "tal vez la mejor parte del juego", recomendando cómo ciertos enemigos reaccionan cuando uno de sus compañeros es asesinado cerca. [9]Del mismo modo IGN alabó su IA, señalando sobre cómo cada vez que un nivel se juega la IA cambiaría su comportamiento, a veces escondiéndose detrás de los árboles o realizar diferentes ataques.

## Secuelas
Debido a su popularidad, Sony encargó a 989 Studios que realizara varias secuelas y mercadotecnias para el videojuego. Syphon Filter 2 se lanzó en el año 2000 con críticas populares, y otra secuela directa, Syphon Filter 3 se lanzó en el 2001 con revisiones mixtas después del lanzamiento. Se lanzaron dos spin-offs para la PlayStation Portable en el 2006 y 2007; Syphon Filter: El Espejo Oscuro y Syphon Filter: La Sombra de Logan, respectivamente. Un puerto para la PlayStation 2 de la Sombra de Logan fue lanzado exclusivamente en Norteamérica en el año 2010.  Los dos spin-offs se encontraron con críticas desde mixtas a positivas de los críticos, lo que llevó al final de la serie Syphon Filter en el año 2007.

## Juegos Relacionados
| 1.er Juego | 2.º Juego | 3.er Juego | 4.º Juego | 5.º Juego | 6.º Juego |
| ---------- | --------- | ---------- | --------- | --------- | --------- |
| SF1        | SF2       | SF3        | SF:TOS    | SF:EEO    | SF:LSL    |

- Datos: Q939837